# Medway (Ohio)
Medway es un área no incorporada ubicada en el condado de Clark en el estado estadounidense de Ohio.

## Geografía
Medway se encuentra ubicada en las coordenadas 39°52′55″N 84°0′35″O / 39.88194, -84.00972.